# Futbolniy Klub Kuban
O Kuban  (em russo Футбольный клуб Кубань Краснодар, transliterado, Futbolhnîy Klub Kuban' Krasnodar) foi um clube de futebol de Krasnodar, Rússia.

## Títulos
- Liga Nacional: 2010